# ブーヴロン＝アン＝オージュ
ブーヴロン＝アン＝オージュ （Beuvron-en-Auge）は、フランス、ノルマンディー地域圏、カルヴァドス県のコミューン。フランスの最も美しい村に登録されている。

## 地理
ブーヴロン＝アン＝オージュは、ノルマンディーの自然区分上の地方であるペイ・ドージュ地方に属する。カーンとリジューの中間にある。

## 歴史
かつてブーヴロン＝アン＝オージュはアルクール公爵一族の所領で、今は公爵城の廃墟と土塁が残るのみである。
1879年、メジドン-ディーヴ-カブール路線の鉄道停留所がもうけられた。この路線は1884年にトルヴィル-ドーヴィルまで延長された。メジドン駅とディーヴ-カブール駅間の区間は、1938年に旅客輸送が廃止され、1969年には貨物輸送が廃止された。

## 人口統計
| 1962年 | 1968年 | 1975年 | 1982年 | 1990年 | 1999年 | 2006年 |
| ------ | ------ | ------ | ------ | ------ | ------ | ------ |
| 379    | 338    | 313    | 276    | 274    | 233    | 230    |

参照元:INSEE

## ギャラリー

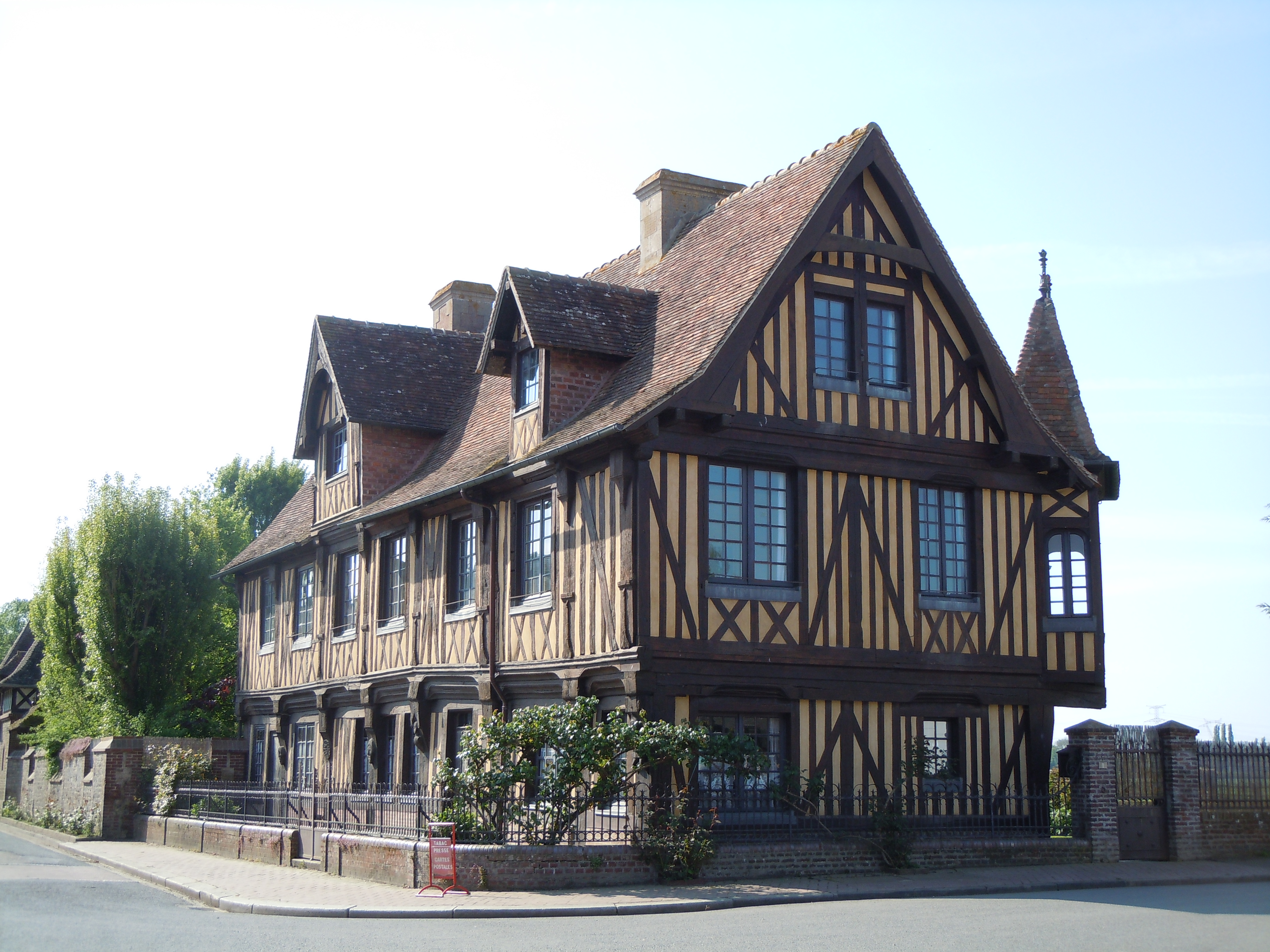
15世紀のマノワール
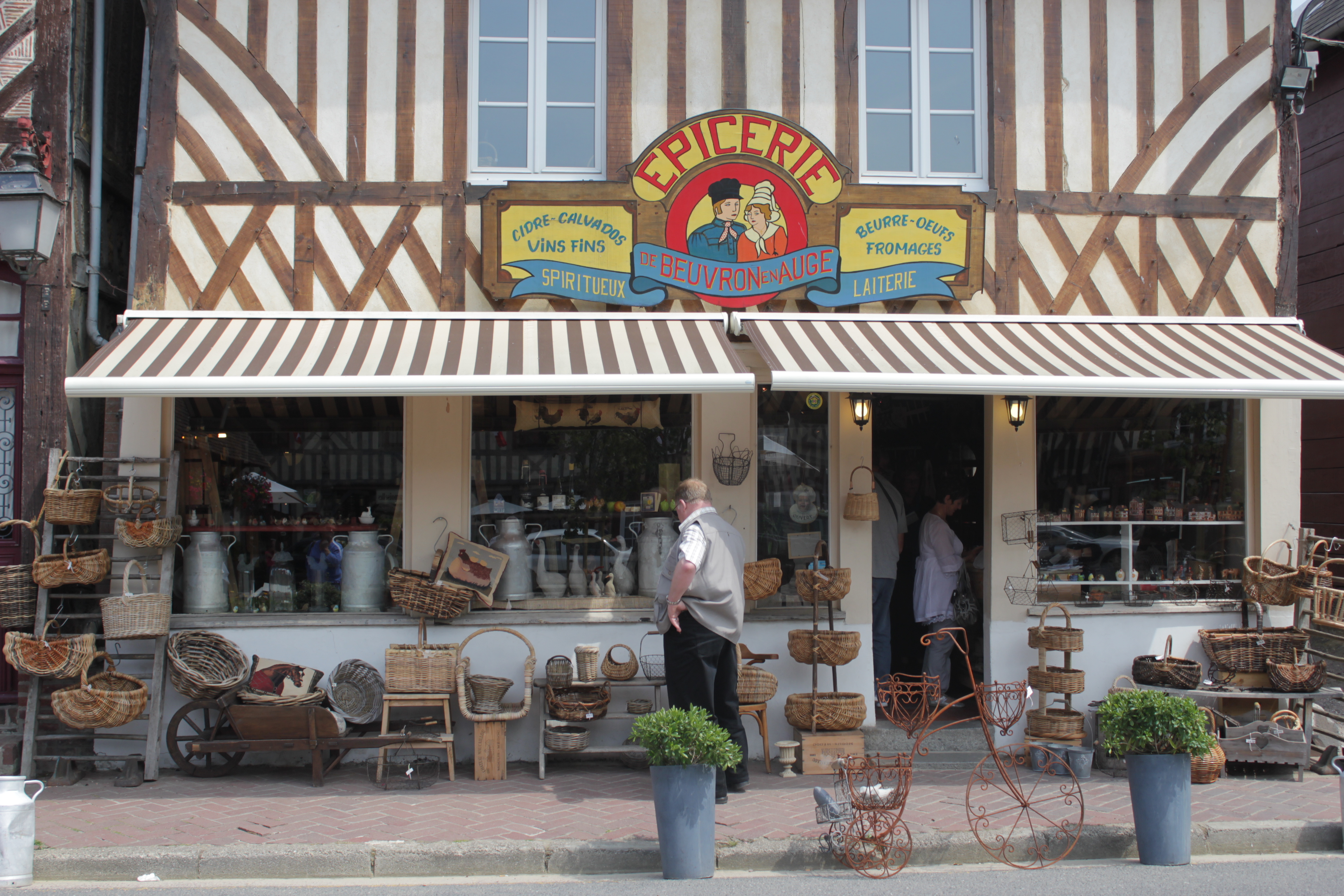
エピスリー（食料品店）の店先
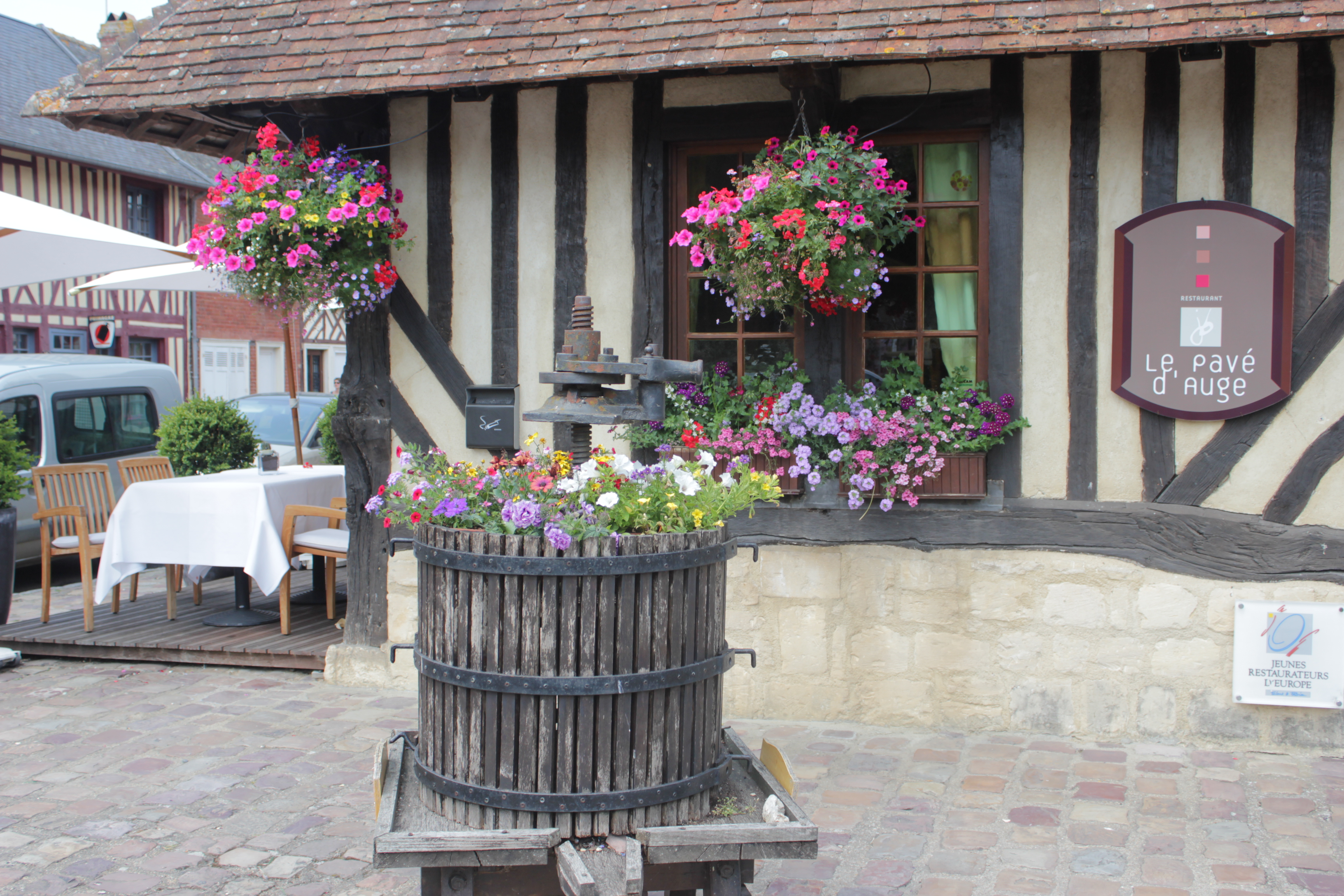
レストラン